# Kajmaszur
Kajmaszur (ros. Каймашур) – wieś (dieriewnia) w Rosji, w Udmurcji, w rejonie małopurgińskim. W 2021 liczyła 45 mieszkańców.